# 林彥睿
林彥睿（1986年9月22日—），台灣男子羽球選手。

## 簡歷
2013年7月，林彥睿以臺北市立體育學院學生身分，代表中華台北出戰俄羅斯喀山舉行的世界大學生運動會，參加羽毛球比賽的男子雙打、混合雙打及混合團體項目，贏得混合團體銅牌。

## 主要比賽成績
| 年份   | 賽事                     | 公開賽級別 | 項目     | 拍檔   | 成績   |
| ------ | ------------------------ | ---------- | -------- | ------ | ------ |
| 2007年 | 越南羽毛球大獎賽         | 大獎賽     | 男子雙打 | 陳宏麟 | 準決賽 |
| 2008年 | 希臘羽毛球國際賽         | 國際系列賽 | 男子雙打 | 簡佑旬 | 冠軍   |
| 2011年 | 馬來西亞羽毛球國際挑戰賽 | 國際挑戰賽 | 男子雙打 | 陳中仁 | 亞軍   |
| 2011年 | 馬來西亞羽毛球國際挑戰賽 | 國際挑戰賽 | 混合雙打 | 吳玓蓉 | 準決賽 |
| 2012年 | 新加坡羽毛球國際系列賽   | 國際系列賽 | 男子雙打 | 廖俊傑 | 亞軍   |
| 2013年 | 波蘭羽毛球公開賽         | 國際挑戰賽 | 男子雙打 | 王志豪 | 準決賽 |
| 2013年 | 世界大學運動會羽毛球比賽 | 其他       | 混合團體 | －     | 铜牌   |

| 2007-2017年 | 首要超級賽 | 超級賽 | 黃金大獎賽 | 大獎賽 | 國際挑戰賽 | 國際系列賽 | 未來系列賽 | 其他 |

| 2018-2026年 | 總決賽 | 超級1000賽 | 超級750賽 | 超級500賽 | 超級300賽 | 超級100賽 | 國際挑戰賽 | 國際系列賽 | 未來系列賽 | 其他 |